# Статистический ансамбль
Статистический ансамбль — совокупность большого (вплоть до бесконечного) числа экземпляров физической системы частиц, находящихся в одинаковых макроскопических состояниях; при этом микроскопические состояния систем могут различаться, но для всей совокупности макроскопическое состояние единое, с точностью до пренебрежимо малых флуктуаций. Иными словами — совокупность систем частиц, рассматриваемая статистической механикой для описания одной из входящих в неё систем. Концепция предложена Гиббсом в 1902 году.
Примеры:
- микроканонический ансамбль, описывающий состояния системы с заданными (постоянными) энергией, импульсом и моментом импульса системы;
- канонический ансамбль, описывающий состояния системы с постоянным числом частиц;
- большой канонический ансамбль, описывающий состояния системы с переменным числом частиц (и с заданным химическим потенциалом);
- открытый статистический ансамбль, описывающий состояния системы с переменным числом частиц (с заданным химическим потенциалом) и с правильным учётом поверхностных членов;
- изотермо-изобарический ансамбль (ансамбль Богуславского) аналогичен каноническому, но в качестве независимых переменных выбирают T и P, вследствие чего вычисляется потенциал Φ;
- неравновесные (квазиравновесные) статистические ансамбли.

Физический смысл приобретает функция распределения системы по статистическому ансамблю, то есть распределение вероятности нахождения системы в том или ином физическом состоянии. Обычно рассматриваются равновесные распределения, описывающие физические системы, находящиеся в термодинамическом равновесии с окружающей средой. В общем случае любая физическая система может находиться в неравновесном состоянии.